# Liste der auf dem Nationalfriedhof Arlington beerdigten Persönlichkeiten

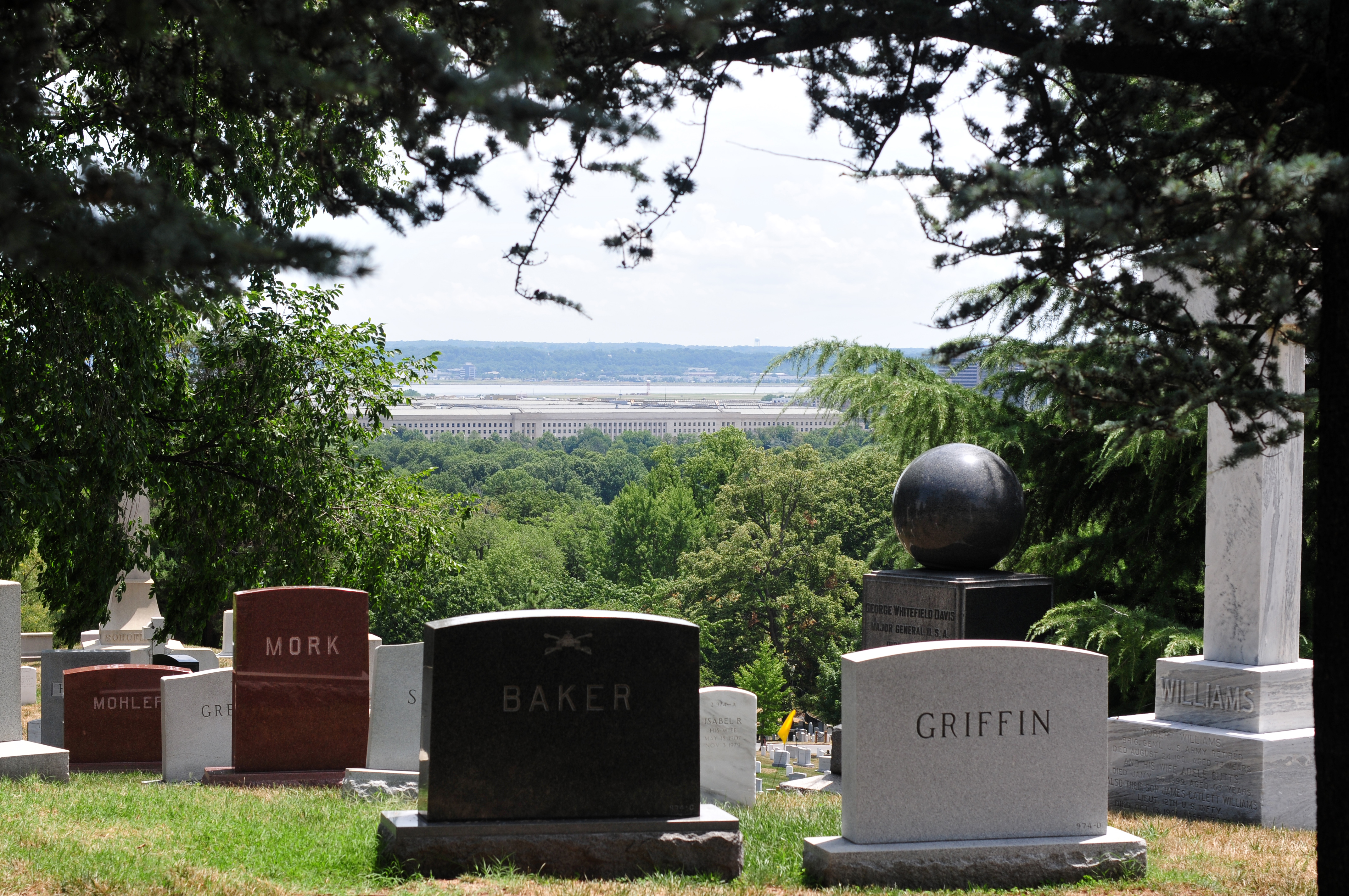
Blick auf den Friedhof und das Pentagon im Hintergrund

Diese Liste führt berühmte Personen an, die auf dem Nationalfriedhof Arlington im US-Bundesstaat Virginia beigesetzt wurden.

## A
- Creighton W. Abrams (1914–1974), General und 26. Chief of Staff of the Army
- George Whelan Anderson junior (1906–1992), Admiral und 16. Chief of Naval Operations
- Michael Philip Anderson (1959–2003), NASA-Astronaut, mit dem Space Shuttle Columbia verunglückt
- Thomas M. Anderson (1836–1917), Brigadier General der US Army während des Philippinisch-Amerikanischen Krieges
- Henry H. Arnold (1886–1950), Kommandeur der United States Army Air Forces im Zweiten Weltkrieg

## B

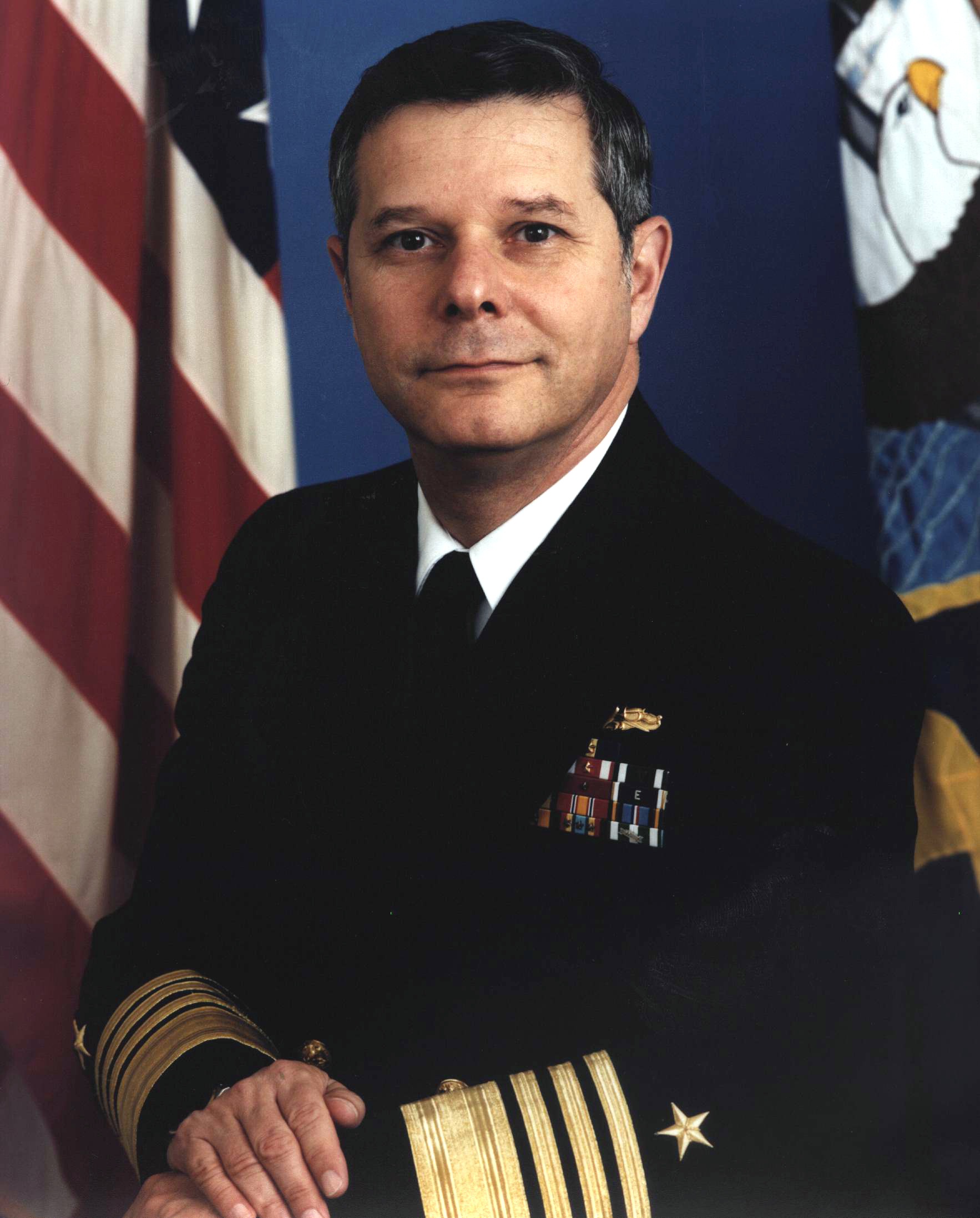
Admiral Jeremy Boorda

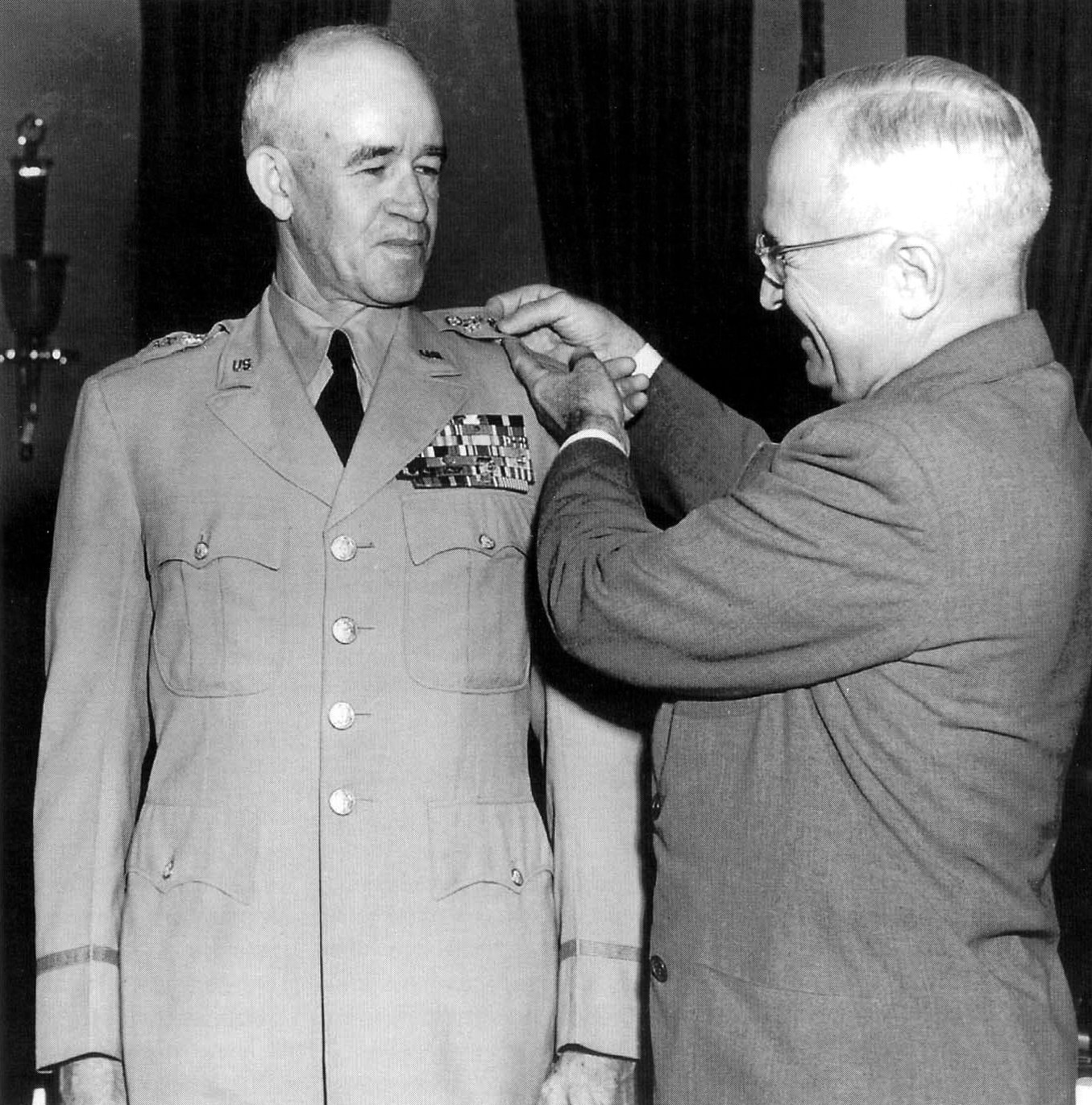
Omar Bradley (links) während seiner Beförderung zum General of the Army durch US-Präsident Harry Truman, 22. September 1950.

- Fay Bainter (1893–1968), Schauspielerin und Oscar-Gewinnerin
- Bernt Balchen (1899–1973), norwegischstämmiger Colonel der United States Army Air Forces während des Zweiten Weltkrieges
- Thomas Scott Baldwin (1854–1923), US-amerikanischer Flugpionier
- Charles Bassett (1931–1966), verunglückter US-amerikanischer Astronaut
- Gordon Beecher (1904–1973), Vice Admiral der US Navy und Komponist
- Charles Edward Bennett (1910–2003), demokratischer Abgeordneter im US-Repräsentantenhaus
- Constance Bennett (1904–1965), Schauspielerin
- Hiram Bingham III (1875–1956), Archäologe, Forschungsreisender und wissenschaftlicher Entdecker von Machu Picchu, von 1924 bis 1933 republikanischer Senator für den Bundesstaat Connecticut
- Harry A. Blackmun (1908–1999), Richter am Obersten Gerichtshof
- William H. P. Blandy (1890–1954), Admiral der US Navy, Oberbefehlshaber der Joint Task Force One während der Operation Crossroads
- Raymond W. Bliss (1888–1965), Generalmajor der US Amry, Surgeon General of the Army
- Jeremy M. Boorda (1939–1996), 25. Chief of Naval Operations
- Josephine Beatrice Bowman (1881–1971), 3. Superintendent des US Navy Nurse Corps
- Gregory Boyington (1912–1988), Jagdpilot im Pazifikkrieg
- Omar N. Bradley (1893–1981), 17. Chief of Staff of the Army und erster Vorsitzender der Joint Chiefs of Staff
- William Joseph Brennan (1906–1997), von 1956 bis 1990 Richter am obersten Gerichtshof
- Lewis H. Brereton (1890–1967), Kommandeur der 1. Alliierte Luftlandearmee im Zweiten Weltkrieg
- John R. Brooke (1838–1926), Generalmajor der amerikanischen Armee im Amerikanischen Bürgerkrieg
- Jesse Brown (1944–2002), Kriegsveteranenminister der USA von 1993 bis 1997
- Wilber M. Brucker (1894–1968), Secretary of the Army von 1955 bis 1961
- William Jennings Bryan (1860–1925), von 1913 bis 1915 US-Außenminister
- Frank Buckles (1901–2011), Kriegsveteran des Ersten Weltkriegs
- William F. Buckley (1928–1985), Agent der Central Intelligence Agency
- Warren E. Burger (1907–1995), 14. Chief Justice of the United States
- Richard Evelyn Byrd (1888–1957), Polarforscher und Admiral der US Navy

## C

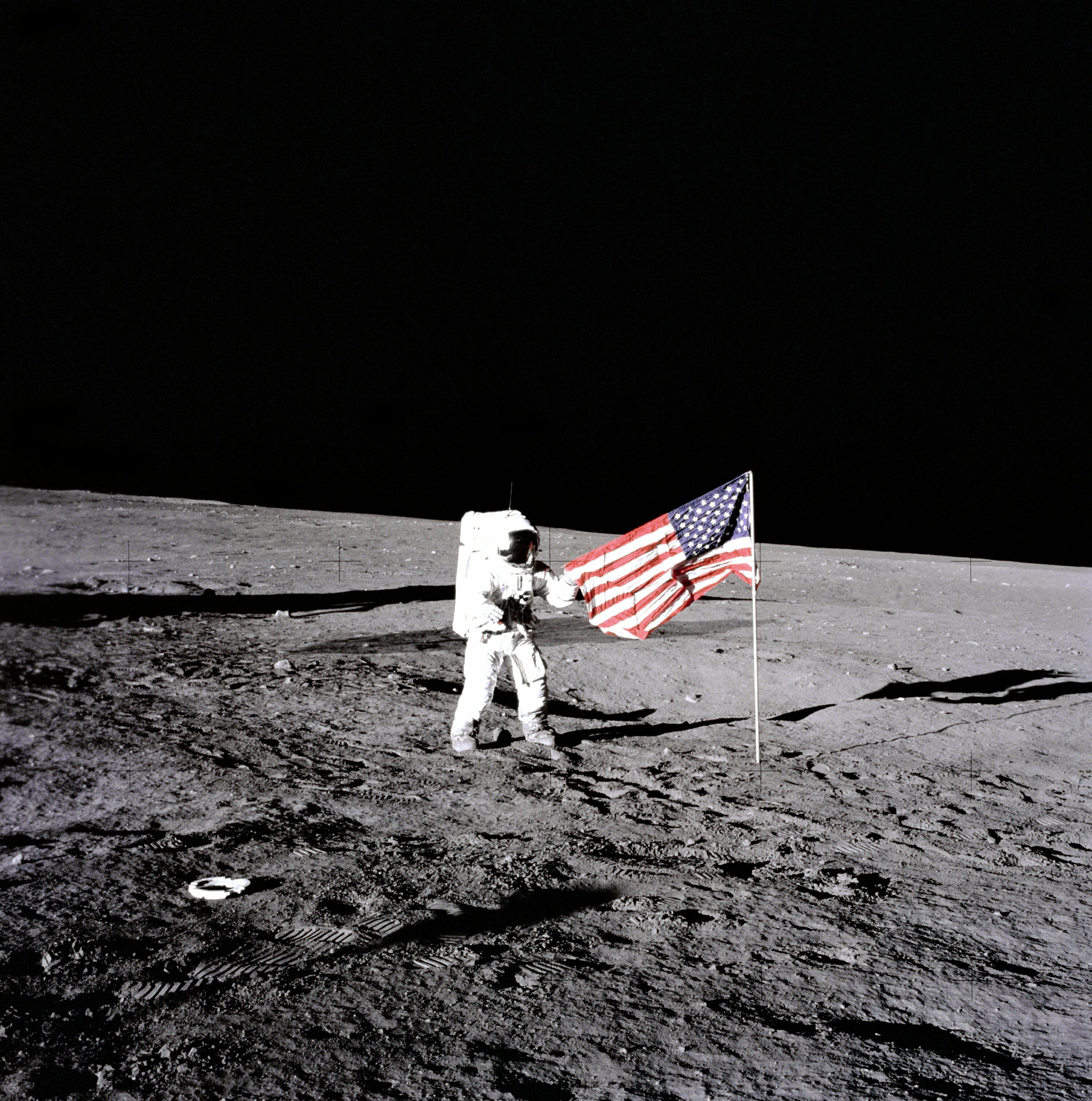
Pete Conrad auf dem Mond

- Marshall S. Carter (1909–1993), Offizier der US Army und von 1965 bis 1969 Direktor der National Security Agency
- Clifton B. Cates (1893–1970), General im Pazifikkrieg und 19. Commandant of the Marine Corps
- Roger B. Chaffee (1935–1967), Marineoffizier und verunglückter Astronaut während der Apollo-1-Katastrophe
- Leonard F. Chapman junior (1913–2000), General im Pazifikkrieg und 24. Commandant of the Marine Corps (1968–71)
- Claire Lee Chennault (1890–1958), Kommandant der “Flying Tigers” im Pazifikkrieg
- Bennett Champ Clark (1890–1954), US-Senator und Richter am Appellationsgericht in Washington
- Joseph „Jocko“ Clark (1893–1971), Admiral der US Navy im Zweiten Weltkrieg; als Angehöriger der Cherokee war Clark 1917 der erste Absolvent indianischer Herkunft an der US Naval Academy
- Powell Clayton (1833–1914), Brigadegeneral der Unionsarmee im Sezessionskrieg, US-Senator und Gouverneur von Arkansas
- Clark M. Clifford (1906–1998), 9. US-Verteidigungsminister
- William Colby (1920–1996), von 1973 bis 1976 Direktor der CIA
- James Lawton Collins (1882–1963), Generalmajor der US Army und Vater des Apollo-11-Astronauten Michael Collins
- J. Lawton Collins (1896–1987), General im Zweiten Weltkrieg und zweiter Chief of Staff of the Army
- Pete Conrad (1930–1999), Astronaut und dritter Mensch auf dem Mond (Apollo 12)
- Clyde L. Cowan (1919–1974), Physiker und Mitentdecker des Neutrino
- Malin Craig (1875–1945), 14. Chief of Staff of the Army
- Lou Creekmur (1927–2009), Sergeant der US Army und American-Football-Spieler der Detroit Lions
- George Crook (1828–1890), Offizier der US Army im Amerikanischen Bürgerkrieg und in den Indianerkriegen

## D

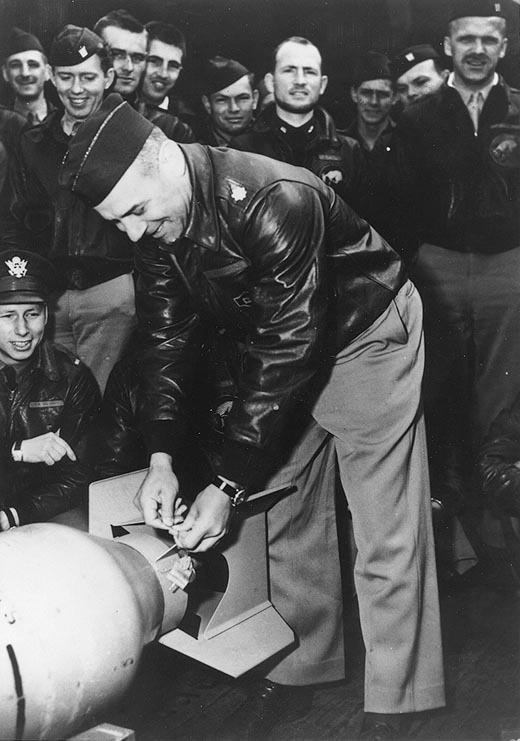
James Harold Doolittle

- Dwight Filley Davis (1879–1945), 49. US-Kriegsminister und Initiator des Davis Cup
- Catherine Crook de Camp (1907–2000), Schriftstellerin
- Lyon Sprague de Camp (1907–2000), Schriftsteller, Science-Fiction-Autor und Hobby-Historiker
- James Devereux (1903–1988), Brigadier General des US Marine Corps und im Pazifikkrieg Kommandeur der US-Truppen während der Schlacht um Wake
- Jacob L. Devers (1887–1979), Kommandeur der 6. US-Armeegruppe im Zweiten Weltkrieg und dritter Vorsitzender der American Battle Monuments Commission
- John Lesesne DeWitt (1880–1962), General der US Army. Er war im Zweiten Weltkrieg zuständig für die Internierung japanischstämmiger US-Amerikaner
- Nellie Jane DeWitt (1895–1978), erste Direktorin des US Navy Nurse Corps
- John Dill (1881–1944), Feldmarschall und britischer Vertreter der Combined Chiefs of Staff im Zweiten Weltkrieg
- William Joseph Donovan (1883–1959), Träger der Medal of Honor und von 1942 bis 1945 Leiter des Office of Strategic Services
- James Harold Doolittle (1896–1993), Pilot der United States Army Air Forces im Zweiten Weltkrieg, bekannt durch den „Doolittle Raid“
- Abner Doubleday (1819–1893), General der Unionsarmee im Sezessionskrieg und Theosoph
- Agnes Meyer Driscoll (1889–1971), US-amerikanische Kryptoanalytikerin
- John Foster Dulles (1888–1959), US-Außenminister von 1953 bis 1959
- Henry Dworshak (1894–1962), US-Senator aus Idaho, Sergeant bei der Flugabwehr im Ersten Weltkrieg

## E
- John Porter East (1931–1986), republikanischer Senator
- Manton S. Eddy (1892–1962), Lieutenant General und Kommandant der 9. US-Infanteriedivision der US Army im Zweiten Weltkrieg
- Edward W. Eberle (1864–1929), Admiral und dritter Chief of Naval Operations
- Robley D. Evans (1846–1912), Admiral und Kommandant der Großen Weißen Flotte
- Medgar Evers (1925–1963), ermordeter afroamerikanischer Bürgerrechtsaktivist aus Mississippi

## F
- Frank Friday Fletcher (1855–1928), Admiral der US Navy und Befehlshaber der Besetzung der mexikanischen Hafenstadt Veracruz im April 1914
- Frank Jack Fletcher (1885–1973), Neffe von Frank F. Fletcher und Admiral der US Navy in den Seeschlachten im Korallenmeer und bei den Midway-Inseln während des Pazifikkrieges
- Marion Bayard Folsom (1893–1976), Gesundheits-, Bildungs- und Wohlfahrtsminister der USA von 1955 bis 1958 und Captain der US Army im Ersten Weltkrieg
- Nathan Bedford Forrest III (1905–1943), US-amerikanischer Brigadegeneral, Urenkel von Nathan Bedford Forrest

## G

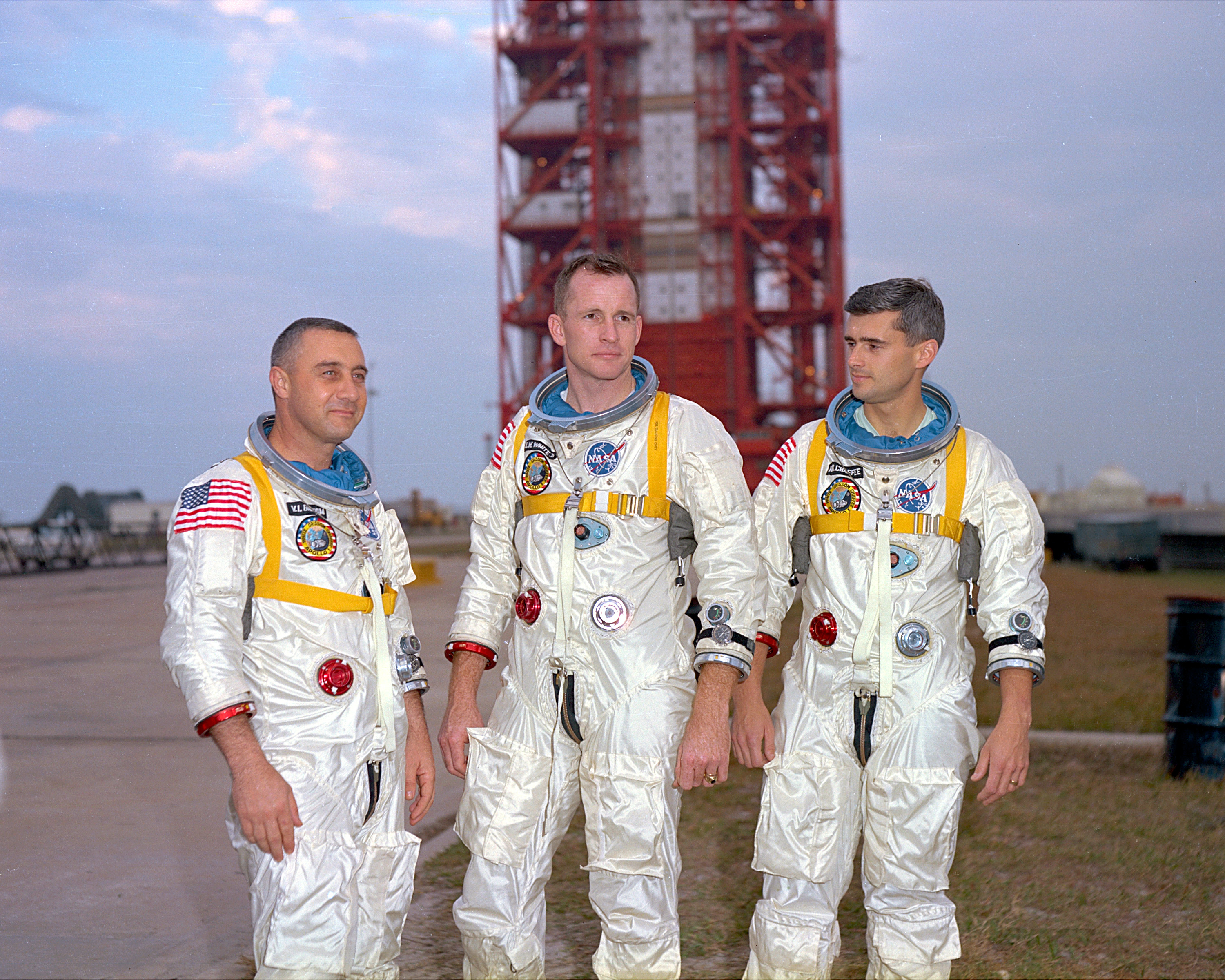
Die bei der Apollo-1-Katastrophe ums Leben gekommenen Astronauten Virgil „Gus“ Grissom, Ed White und Roger Chaffee (von links).

- Roy S. Geiger (1885–1947), General des US Marine Corps im Pazifikkrieg. Während der Schlacht um Okinawa befehligte er nach dem Tod von Lieutenant General Simon B. Buckner, Jr. die 10. US-Armee
- John Gibbon (1827–1896), Brigadier General der US Army mit Stationen im Mexikanisch-Amerikanischen- und Amerikanischen Bürgerkrieg sowie in den Indianerkriege
- Ruth Bader Ginsburg (1933–2020), „An advocate for military women, to be buried at Arlington“, eine Anwältin, die weibliche Militärangehörige verteidigte.[1] Richterin am Supreme-Court.
- George M. Grant (1897–1982), langjähriger Vertreter des Bundesstaates Alabama im Repräsentantenhaus
- Cary Travers Grayson (1878–1938), Rear Admiral und Arzt im Sanitätsdienst der US Navy und später Leibarzt der US-Präsidenten Theodore Roosevelt, William Howard Taft und Woodrow Wilson
- Wallace M. Greene (1907–2003), General des US Marine Corps und 23. Commandant of the Marine Corps (1964–1967)
- Walter Q. Gresham (1832–1895), Staatsmann und Jurist, Postminister, 35. Finanzminister und 33. Außenminister
- Gus Grissom (1926–1967), Offizier der Air Force, zweiter US-Amerikaner im Weltraum und auch der erste Mensch, der zweimal in den Weltraum reiste. Er starb während der Apollo-1-Katastrophe.
- Alfred M. Gruenther (1899–1983), General der US Army und dritter Supreme Allied Commander Europe der NATO von 1953 bis 1956

## H

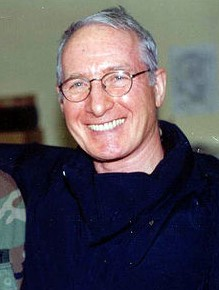
David Haskell Hackworth

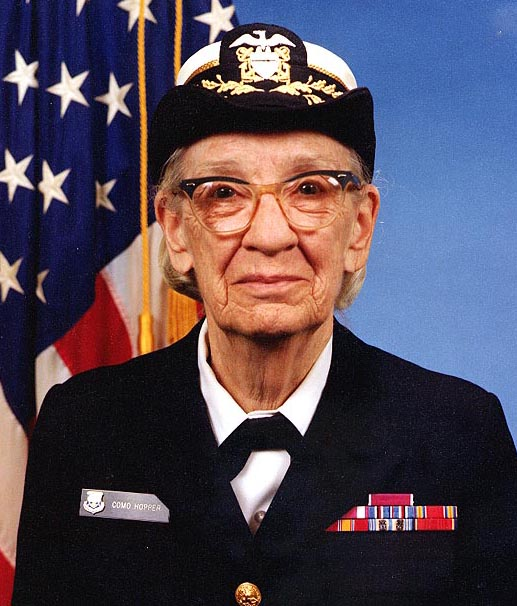
Grace Hopper

- David Haskell Hackworth (1930–2005), Colonel der US Army, Veteran des Korea- und Vietnamkrieges und prominenter Militärjournalist
- William F. Halsey (1882–1959), Fleet Admiral der US Navy und Kommandeur der 3. US-Flotte im Pazifikkrieg
- Dashiell Hammett (1894–1961), Schriftsteller und Krimiautor u. a. von Der dünne Mann
- Thomas C. Hart (1877–1971), Admiral der US Navy, erster Kommandant der ABDA-Flotte im Pazifikkrieg
- Floyd K. Haskell (1916–1998), Major der US Army im Zweiten Weltkrieg, US-Senator für Colorado
- Ira Hayes (1923–1955), Soldat des US Marine Corps in der Schlacht um Iwojima im Pazifikkrieg. Berühmt wurde er durch das am 23. Februar 1945 aufgenommene Foto des Fotografen Joe Rosenthal, auf dem amerikanische Soldaten die US-Flagge auf dem Berg Suribachi als Zeichen der Eroberung der Insel hissen. Dieses Foto wurde später mit dem Pulitzer-Preis ausgezeichnet.
- Richard Helms (1913–2002), Director of Central Intelligence von 1966 bis 1973
- Thomas C. Hennings (1903–1960), Lieutenant Commander der Navy-Reserve im Zweiten Weltkrieg, US-Senator für Missouri
- Matthew Henson (1866–1955), afroamerikanischer Polarforscher, der gemeinsam mit Robert Peary als erste Menschen den Nordpol erreichten.
- Harry Hammond Hess (1906–1969), Rear Admiral der US Navy sowie Geologe und einer der Wegbereiter der Theorie der Plattentektonik.
- Lenah Higbee (1874–1941), von 1911 bis 1922 die Superintendent des United States Navy Nurse Corps.
- Thomas Holcomb (1879–1965), 17. Commandant of the Marine Corps von 1936 bis 1943 und erster Marineinfanterist, der den Rang eines Generals erreichte.
- Oliver Wendell Holmes junior (1841–1935), Rechtswissenschaftler und von 1902 bis 1932 Richter am Obersten Gerichtshof der Vereinigten Staaten
- Grace Hopper (1906–1992), Informatikerin, Computerpionierin und ehemalige Rear Admiral der US Navy
- Kara Spears Hultgreen (1965–1994), erste Kampfpilotin der US Navy

## J
- William Henry Jackson (1843–1942), Fotograf, Maler und Abenteurer. Er wurde vor allem durch seine Fotos über den amerikanischen Westen berühmt.
- Joni James (1930–2022), Sängerin traditioneller Popmusik
- René Joyeuse (1920–2012), Widerstandskämpfer und Arzt

## K

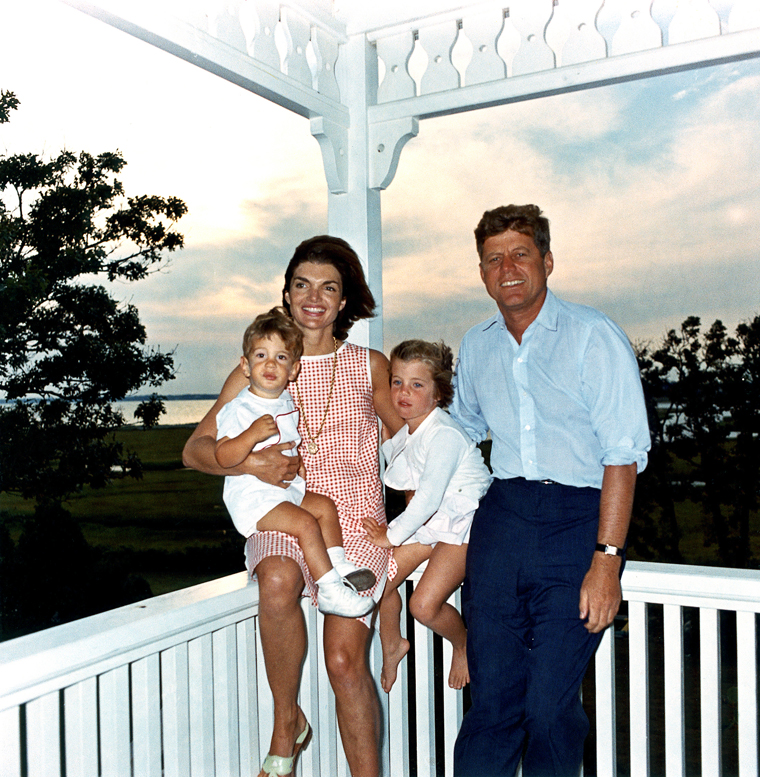
John F. Kennedy (rechts) mit seiner Ehefrau Jacqueline Kennedy und ihren beiden Kindern, 1962.

- Edward C. Kalbfus (1877–1954), Admiral der US Navy, zweimaliger Präsident des Naval War College und Mitglied der Untersuchungsgerichts der US Navy („Naval Court of Inquiry“), das die Umstände des japanischen Angriffes auf Pearl Harbor, vom 7. Dezember 1941, untersuchte.
- Edward Kennedy (1932–2009), US-amerikanischer Senator und führender Politiker der Demokratischen Partei
- John F. Kennedy (1917–1963), Offizier der US Navy und von 1961 bis 1963 der 35. Präsident der Vereinigten Staaten
- Jacqueline Kennedy Onassis (1929–1994), Journalistin und Verlagslektorin sowie die Ehefrau des ermordeten US-Präsidenten John F. Kennedy und die First Lady der Vereinigten Staaten vom 20. Januar 1961 bis zum 22. November 1963
- Robert F. Kennedy (1925–1968), 64. US-Justizminister, Präsidentschaftskandidat und Bruder von John F. Kennedy
- Paul Joseph Kilday (1900–1968), demokratischer Politiker im US-Repräsentantenhaus und Unterstützer der Rassenintegration an öffentlichen Einrichtungen
- Alan G. Kirk (1888–1963), Admiral der US Navy u. a. während der alliierten Landung in der Normandie 1944 und Diplomat
- Frank Knox (1874–1944), Freiwilliger bei Theodore Roosevelts „Rough Riders“ sowie vorletzter US-Marineminister
- Walter Krueger (1881–1967), General der US Army deutscher Abstammung. Unter seinem Kommando führte er die 6. US-Armee während des Pazifikkrieges.

## L

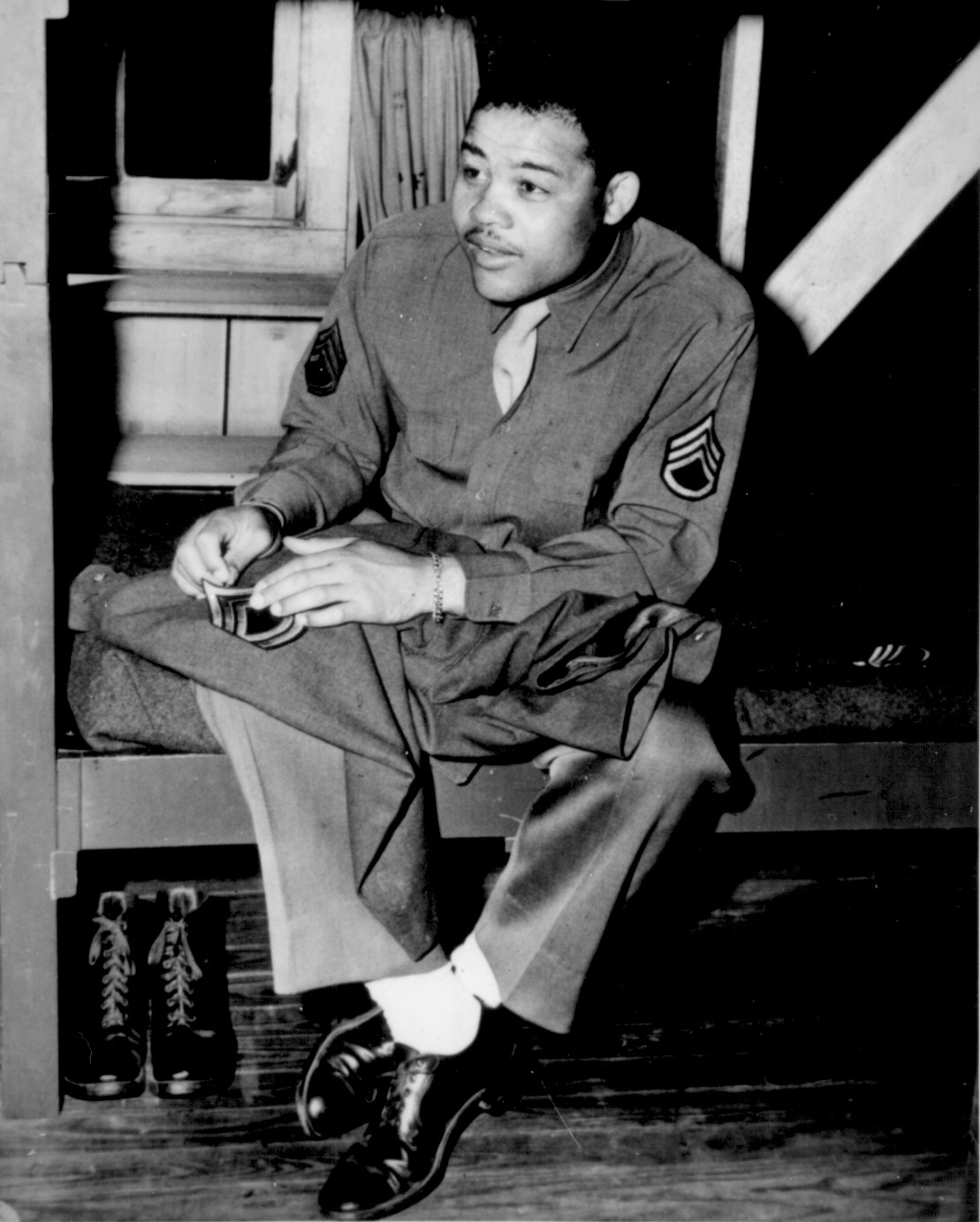
Joe Louis

- William Daniel Leahy (1875–1959), erster Fleet Admiral der US Navy und von 1937 bis 1939 Chief of Naval Operations
- Willis A. Lee (1888–1945), Vice Admiral der US Navy im Zweiten Weltkrieg, Sportschütze und mehrmaliger Medaillengewinner bei den Olympischen Sommerspielen 1920 in Antwerpen.
- Lyman L. Lemnitzer (1899–1988), General der US Army, von 1959 bis 1960 der 21. Chief of Staff of the Army, von 1960 bis 1962 der vierte Vorsitzender der Joint Chiefs of Staff und von 1963 bis 1969 der fünfte Supreme Allied Commander Europe.
- Pierre L’Enfant (1754–1825), französischer Künstler und Wissenschaftler sowie der Stadtplaner von Washington, D.C.
- Robert Todd Lincoln (1843–1926), ältester Sohn von Abraham Lincoln sowie der einzige von vier Söhnen des ehemaligen Präsidenten, der das Erwachsenenalter erreichte. Von 1881 bis 1885 war er der 36. US-Kriegsminister und von 1889 bis 1893 US-Botschafter in Großbritannien.
- Paul Linebarger (1913–1966), Psychologe und bekannter Schriftsteller unter den Pseudonymen Felix C. Forrest, Carmichael Smith oder Cordwainer Smith.
- Joe Louis (1914–1981), mehrmaliger Boxweltmeister im Schwergewicht in den 1930er und 1940er und u. a. auch Gegner von Max Schmeling.

## M

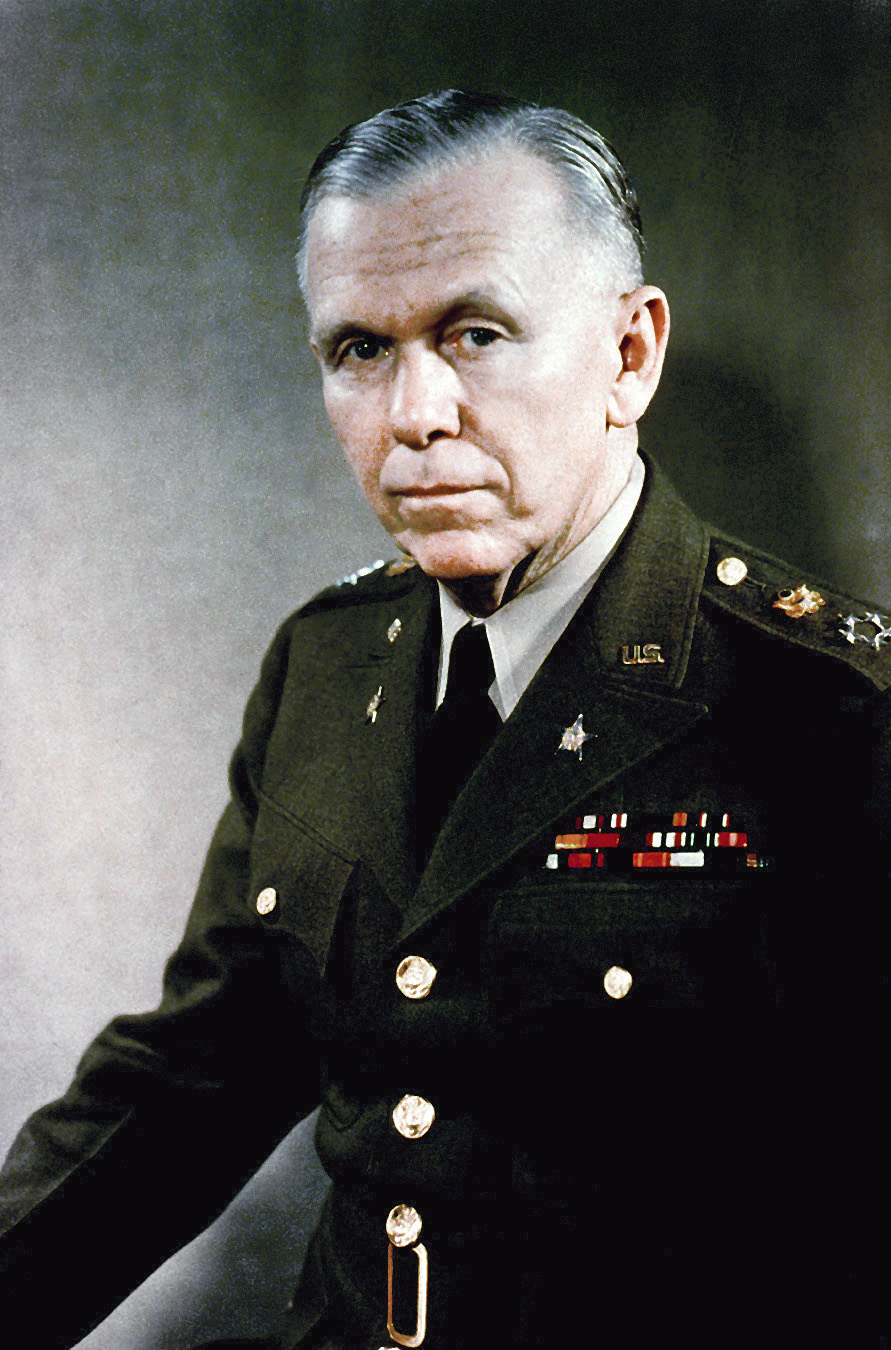
George C, Marshall, 1946.

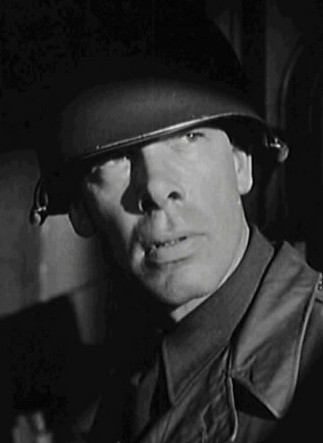
Lee Marvin im Film Ardennen 1944.

- Arthur MacArthur (1845–1912), Lieutenant General der US Army, Veteran des Amerikanischen Bürgerkrieges und des Philippinisch-Amerikanischen Krieges, von 1900 bis 1901 Militärgouverneur der Philippinen und Vater des späteren General Douglas MacArthur.
- George W. Malone (1890–1961), republikanischer Politiker und Mitglied im Senat der Vereinigten Staaten
- George C. Marshall (1880–1959), General of the Army, Chief of Staff of the Army während des Zweiten Weltkrieges, US-Außenminister von 1947 bis 1949 und Friedensnobelpreisträger von 1953. Zu seinen bekanntesten Taten als Politiker zählt der nach ihm benannte Marshallplan.
- Thurgood Marshall (1908–1993), erster afroamerikanische Richter am Obersten Gerichtshof der USA. Er amtierte von 1967 bis 1991.
- Lee Marvin (1924–1987), Soldat des US Marine Corps im Pazifikkrieg und bekannter Filmschauspieler der 1960er- und 1970er-Jahren.
- Bill Mauldin (1921–2003), bekannter Cartoonist und Karikaturist
- Anthony McAuliffe (1898–1975), General der US Army. Er kommandierte zeitweise die 101. US-Luftlandedivision in der Schlacht um Bastogne während der deutschen Ardennenoffensive im Zweiten Weltkrieg.
- John Sidney „Slew“ McCain Senior (1884–1945), Admiral der US Navy, bedeutender Kommandeur der Fast Carrier Task Force im Pazifikkrieg und Vater von John Sidney McCain junior.
- John Sidney McCain junior (1911–1981), Admiral der US Navy, U-Bootkommandant im Zweiten Weltkrieg, von 1968 bis 1972 Kommandant des United States Pacific Command, Sohn von John S. McCain senior und Vater des republikanischen US-Präsidentschaftskandidat von 2008 John McCain.
- David McCampbell (1910–1996), mit 34 Abschüssen im Zweiten Weltkrieg der Pilot mit den meisten Abschüssen der US Navy.
- Francis Xavier „Frank“ McCloskey (1939–2003), US-amerikanischer Politiker.
- James P. McGranery (1895–1962), Jurist, demokratischer Politiker und 61. US-Justizminister
- Nelson Appleton Miles (1839–1925), Offizier und Kommandeur der US Army
- Sherman Miles (1882–1966), US-General und Leiter der Miles-Mission
- William E. Miller (1914–1983), Kongressabgeordneter und Kandidat für die US-Vizepräsidentschaft 1964
- John N. Mitchell (1913–1988), von 1969 bis 1972 US-Justizminister und bisher einziger US-Justizminister, der nachweislich in illegale Aktivitäten verstrickt und deshalb verurteilt und eingesperrt wurde.
- Marc Andrew Mitscher (1887–1947), Admiral der US Navy und bekannter Kommandeur der Fast Carrier Task Force im Pazifikkrieg.
- William A. Moffett (1869–1933), Rear Admiral und „Vater“ der Marinefliegerei der US Navy.
- Thomas H. Moorer (1912–2004), Admiral der US Navy, 18. Chief of Naval Operations und der siebte Vorsitzende der Joint Chiefs of Staff.
- Audie Murphy (1925–1971), bekannter Filmschauspieler (Denen man nicht vergibt) und höchstdekorierter US-Soldat des Zweiten Weltkriegs (u. a. Träger der Medal of Honor).
- Edmund Muskie (1914–1996), demokratischer Politiker, Gouverneur von Maine, US-Senator und von 1980 bis 1981 US-Außenminister.

## N
- Lauris Norstad (1907–1988), General der US Air Force und von 1956 bis 1963 Supreme Allied Commander Europe.
- Simon Newcomb (1835–1909), kanadisch-US-amerikanischer Astronom und Mathematiker.
- Arthur Nicholson (1947–1985), Major, gilt als letztes Opfer des Kalten Krieges.

## O
- William O’Dwyer (1890–1964), Brigadegeneral der US Army und Bürgermeister von New York City.
- Jesse B. Oldendorf (1887–1974), Admiral der Pazifikflotte im Zweiten Weltkrieg.
- Edward Otho Cresap Ord (1818–1883), Offizier der US Army, Veteran des Amerikanischen Bürgerkrieges, der Seminolen- und Indianerkriege sowie Konstrukteur des Fort Sam Houston.
- Robert Franklyn Overmyer (1936–1996), US-Astronaut.
- Elwell Stephen Otis (1838–1909), Generalmajor der US Army und von 1898 bis 1900 Militärgouverneur der Philippinen.

## P

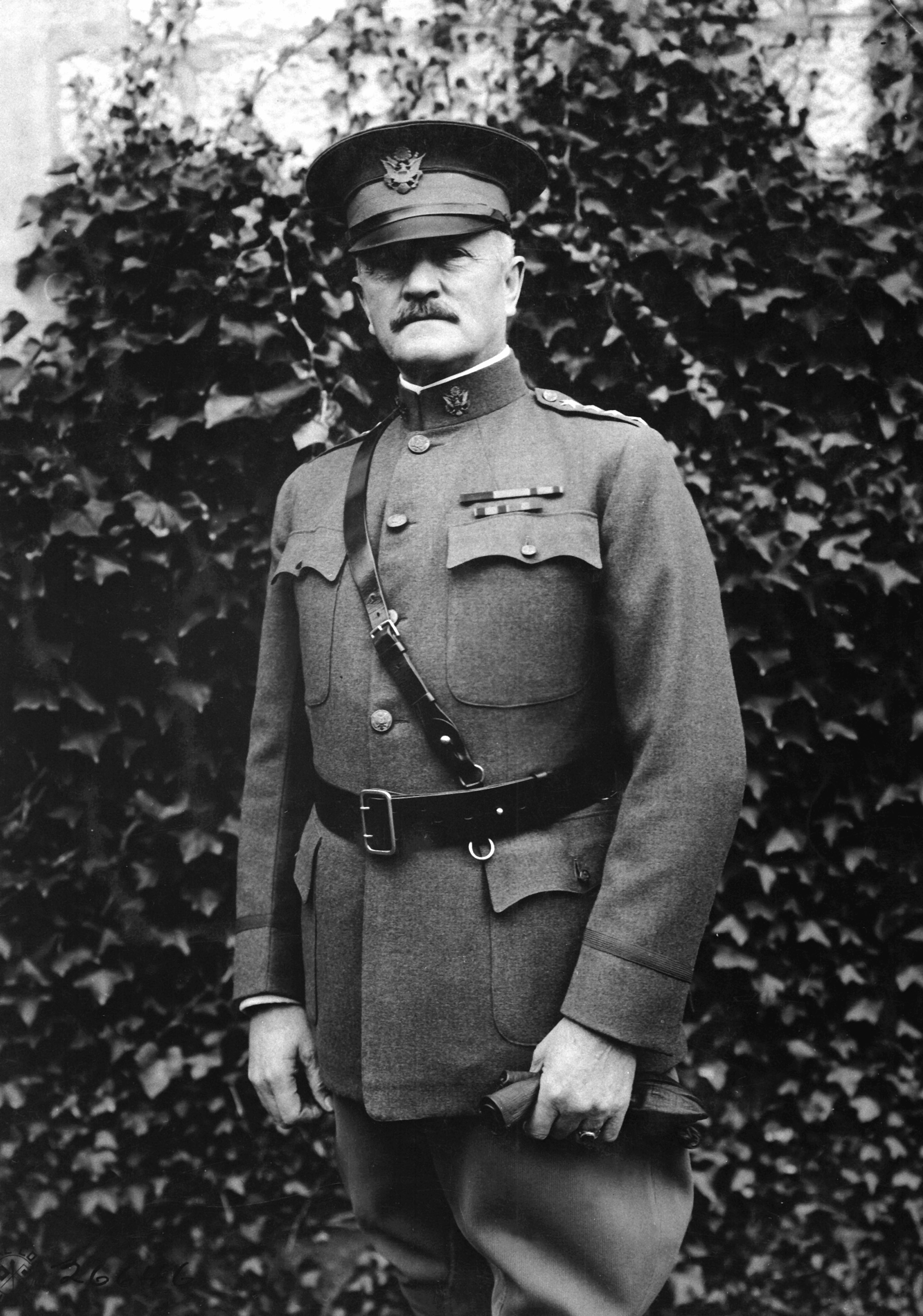
„Black Jack“ Pershing in seinem Hauptquartier in Chaumont, Frankreich, Oktober 1918.

- Ignacy Jan Paderewski (1860–1941), polnischer Pianist, Komponist und Politiker. Zwischen Januar und November 1919 war er der dritte Premierminister der Zweiten Republik Polen. Paderewski verstarb im Juni 1941 in New York City und wurde am Nationalfriedhof Arlington beigesetzt. Erst nach dem Zerfall des Eisernen Vorhangs wurden seine sterblichen Überreste am 3. Juli 1992 in der Warschauer Johanneskathedrale zur letzten Ruhe gebettet.
- Randolph M. Pate (1898–1961), General des US Marine Corps. Kommandant der 1. US-Marineinfanteriedivision im Koreakrieg und von 1956 bis 1959 war er der 21. Commandant of the Marine Corps.
- Robert Edwin Peary (1856–1920), Offizier der US Navy, Ingenieur und Polarforscher. Mit seiner Expedition gelangte er mit u. a. Matthew Henson als „erster“ zum geografischen Nordpol.
- John J. Pershing (1860–1948), Offizier der US Army und General of the Armies. Größere Bekanntheit erlangte er im Ersten Weltkrieg als Oberbefehlshaber der US-amerikanischen Truppen an der Westfront. Zwischen 1921 und 1924 war er der 10. Chief of Staff of the Army.
- Charles E. Potter (1916–1979), Major der US Army im Zweiten Weltkrieg, später US-Senator für Michigan
- John Wesley Powell (1834–1902), Forscher und Leiter der Expedition zur Erforschung des Colorado River und damit letztlich auch des Grand Canyons.
- Francis Gary Powers (1929–1977), Captain der US Air Force und Pilot des U-2-Spionageflugzeuges, das 1960 über der Sowjetunion abgeschossen wurde

## Q
- Manuel Quezon (1878–1944), philippinischer Staatspräsident von 1935 bis 1944. Quezon verstarb im August 1944 in seinem US-amerikanischen Exil und wurde vorübergehend am Nationalfriedhof Arlington bestattet. Im Juli des Folgejahres wurde sein Leichnam in seine Heimat überstellt.

## R

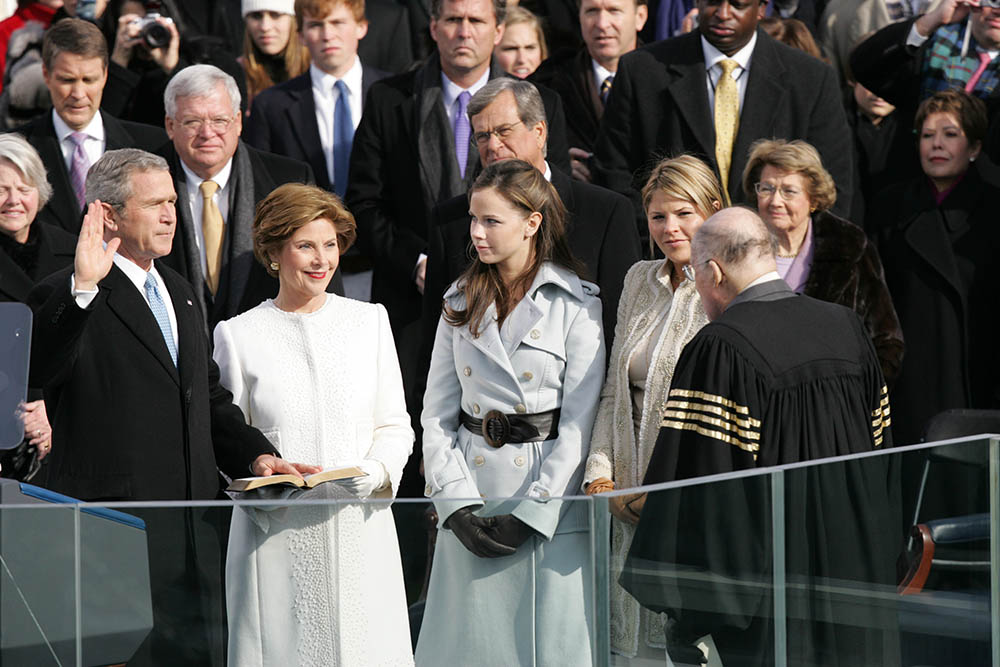
Bundesrichter William Rehnquist (rechts) bei der Angelobung von US-Präsident George W. Bush, 20. Januar 2005.

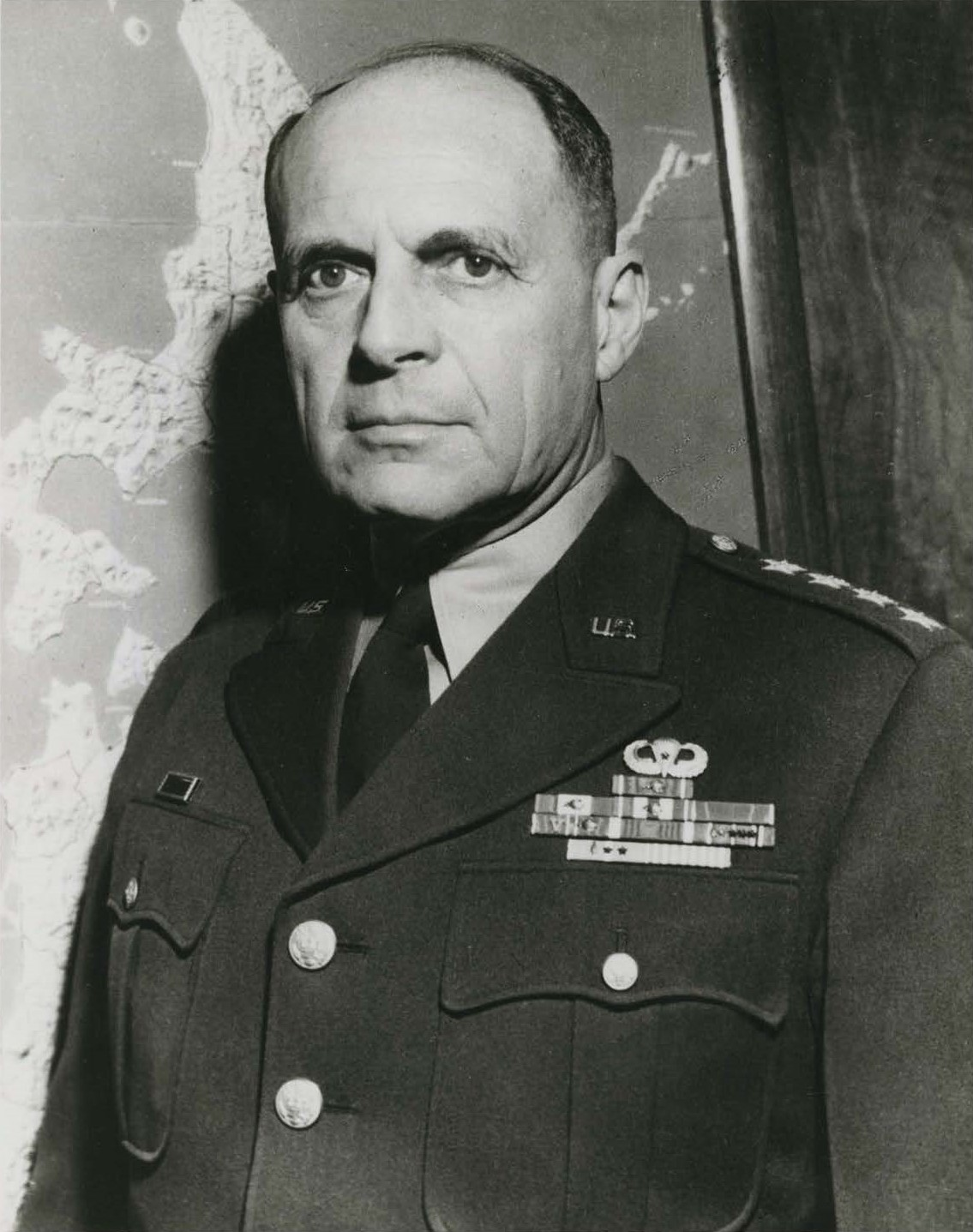
Major General Matthew B. Ridgway

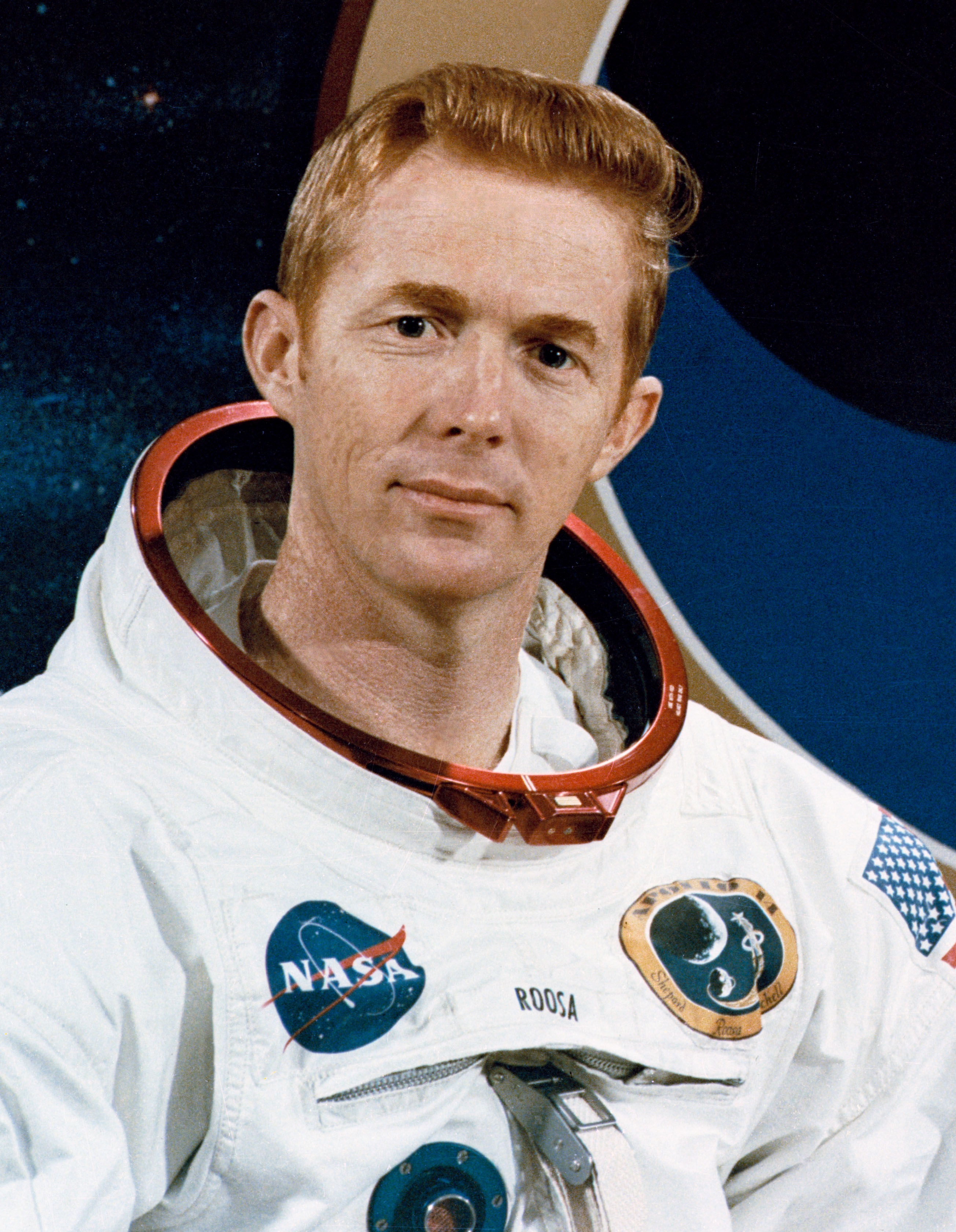
Stuart Roosa

- Arthur W. Radford (1896–1973), war ein Admiral der US Navy im Pazifikkrieg, Kommandant der United States Pacific Command und zweiter Vorsitzender der Joint Chiefs of Staff.
- Barbara Allen Rainey (1948–1982), ehemalige Lieutenant Commander der US Navy und erste weibliche Pilotin der Marine.
- John Aaron Rawlins (1831–1869), General der Unionsarmee während des Amerikanischen Bürgerkriegs, ein Vertrauter von Ulysses S. Grant und zwischen März und September 1869 29. US-Kriegsminister.
- David A. Reed (1880–1953), Offizier der US Army im Ersten Weltkrieg und US-Senator für Pennsylvania.
- Walter Reed (1851–1902), Offizier der US Army und Bakteriologe. Zu seiner bedeutendsten Entdeckung zählt, dass das Gelbfieber nicht durch direkten Kontakt, sondern durch den Stich einer Mücke (Aedes aegypti) übertragen wird. Nach ihm ist das Walter Reed Army Medical Center in Washington benannt.
- William H. Rehnquist (1924–2005), Jurist und Vorsitzender Richter des Supreme Court of the United States (Chief Justice of the United States). 1998 leitete er die Sitzungen des Senates zum Amtsenthebungsverfahren gegen den damaligen US-Präsidenten Bill Clinton. Zu seinen letzten öffentlichen Amtshandlungen zählte im Januar 2005 die Vereidigung des Präsidenten George W. Bush für seine zweite Amtszeit.
- Elliot L. Richardson (1920–1999), Sanitätsoffizier der US Army im Zweiten Weltkrieg, Jurist und republikanischer Politiker. Unter den Präsidenten Nixon und Ford war er Gesundheits-, Bildungs- und Wohlfahrtsminister (1970–1973), Verteidigungsminister (Januar bis Mai 1973), Justizminister (Attorney General) (Mai bis Oktober 1973) sowie Handelsminister (1976–1977).
- Hyman Rickover (1900–1986), Admiral der US Navy und „Vater der Nuklearmarine“.
- Matthew B. Ridgway (1895–1993), General der US Army während des Zweiten Weltkrieges (Kommandeur der 82. US-Luftlandedivision) und des Koreakrieges. Zwischen 1952 und 1953 war er Supreme Allied Commander Europe und später 19. Chief of Staff of the Army.
- Kenneth A. Roberts (1912–1989), demokratischer Politiker und Vertreter des Bundesstaates Alabama im US-Repräsentantenhaus
- Samuel Robison (1867–1952), Admiral der US Navy, von 1925 bis 1926 Oberbefehlshaber der US-Flotte und Superintendent der United States Naval Academy (1928–1931).
- William P. Rogers (1913–2001), republikanischer Politiker, US-Justizminister (1957–1961) und Außenminister (1969–1973).
- Finn Ronne (1899–1980), norwegisch-US-amerikanischer Antarktisforscher.
- Stuart Roosa (1933–1994), ehemaliger Offizier der US Air Force und Astronaut der NASA. Bei Apollo 14, dem sechsten bemannten Flug zum Mond, diente er als Pilot des Kommandomoduls.
- William Starke Rosecrans (1819–1898), General der Unionsarmee im Amerikanischen Bürgerkrieg.
- William H. Rupertus (1889–1945), Major General des US Marine Corps im Pazifikkrieg und Kommandeur der 1. US-Marineinfanteriedivision während Operation Dexterity und der Schlacht um Peleliu. Berühmt wurde er auch als Autor der sogenannten Rifleman's Creed.

## S

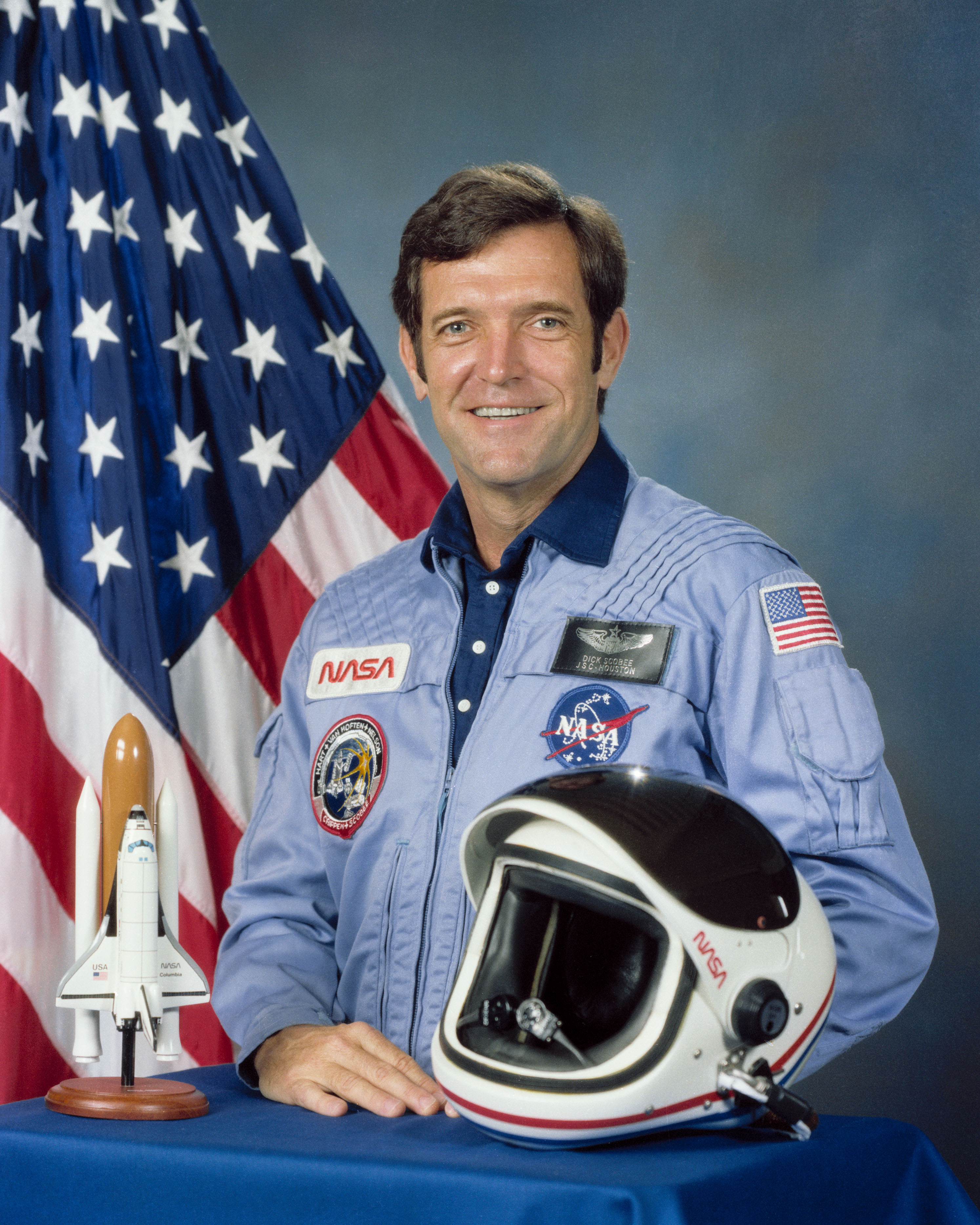
Francis Richard „Dick“ Scobee

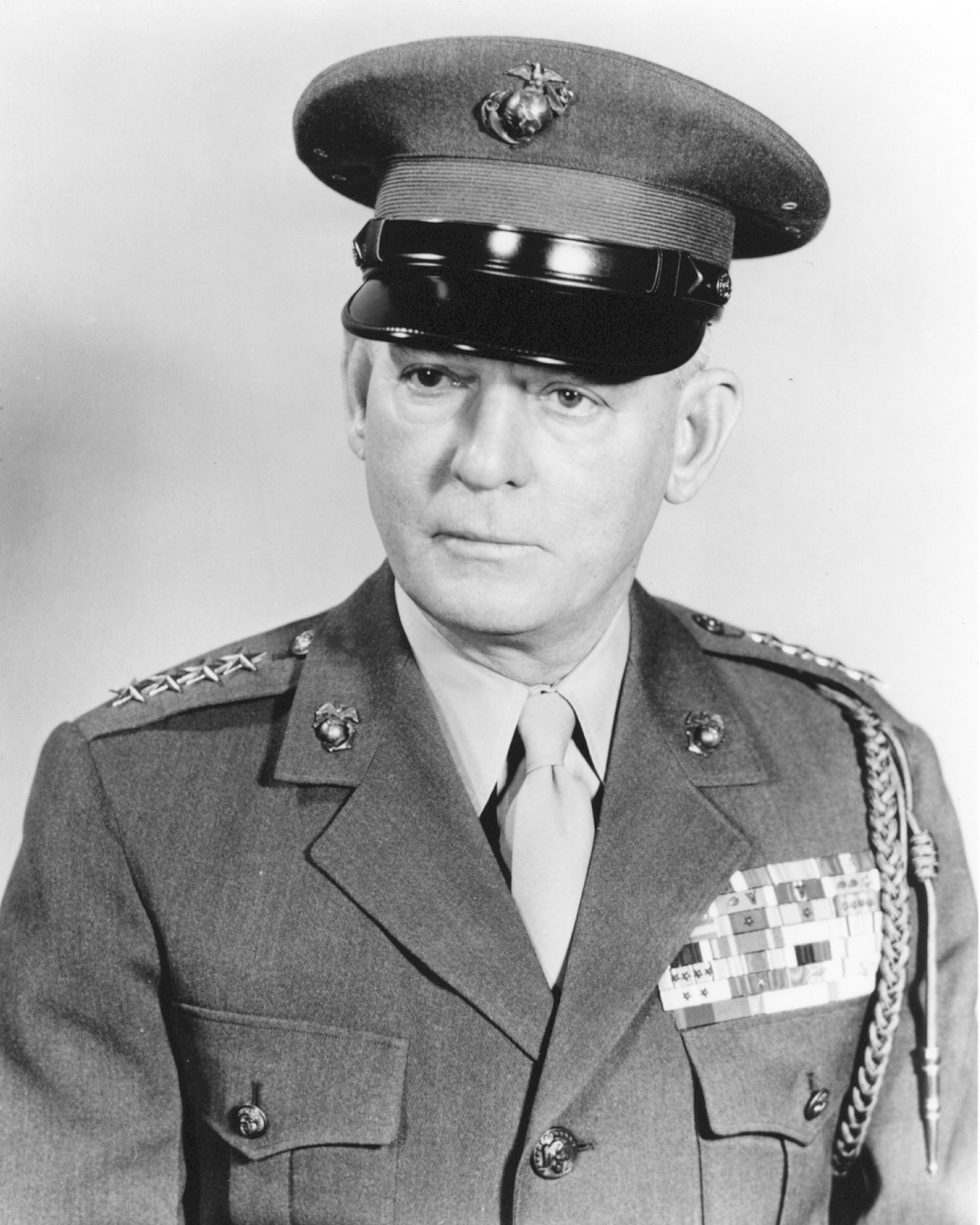
General Lemuel Shepherd

- William Thomas Sampson (1840–1902), Admiral der US Navy. Bekannt wurde er durch seinen Sieg in der Schlacht von Santiago de Cuba während des Spanisch-Amerikanischen Krieges.
- John McAllister Schofield (1831–1906), Offizier im Amerikanischen Bürgerkrieg, späterer US-Kriegsminister (1868–1869) und Oberkommandeur der US-Armee.
- Francis Richard Scobee (1939–1986), Offizier der US Air Force und Astronaut der NASA, der beim Challenger-Unglück im Januar 1986 ums Leben kam.
- Elliot See (1927–1966), Astronaut des Gemini-Programms. Er starb bei einem Flugzeugabsturz, bevor er mit Gemini 9 seinen ersten Raumflug durchführen konnte.
- Thomas E. Selfridge (1882–1908), Offizier der US Army und das erste Todesopfer der motorisierten Luftfahrt.
- Lemuel C. Shepherd junior (1896–1990), General des US Marine Corps, Kommandeur der 6th Marine Division in der Schlacht um Okinawa. Von 1952 bis 1955 war er der 20. Commandant of the Marine Corps und der erste Marine bei den Joint Chiefs of Staff.
- Philip Sheridan (1831–1888), General der Unionsarmee im Amerikanischen Bürgerkrieg. Von ihm soll der Ausspruch Nur ein toter Indianer ist ein guter Indianer stammen.
- David M. Shoup (1904–1983), General des US Marine Corps, Empfänger der Medal of Honor im Pazifikkrieg und 22. Commandant of the Marine Corps (1960–1963)
- Charles Dwight Sigsbee (1845–1923), Rear Admiral der US Navy. Bekannt wurde er als Kommandant des Schlachtschiffes Maine, das am 15. Februar 1898 im Hafen von Havanna explodierte und sank. Dieser so genannte Maine-Zwischenfall war einer der Auslöser des Spanisch-Amerikanischen Krieges.
- Julius E. Slack (1898–1968), Offizier der US Army im Zweiten Weltkrieg und Koreakrieg.
- Cyrus Rowlett Smith (1899–1990), zweimaliger CEO von American Airlines (1934–1968, 1973–1974) und von 1968 bis 1969 US-Handelsminister.
- Michael John Smith (1945–1986), Offizier der US Navy und NASA-Astronaut, der beim Challenger-Unglück im Januar 1986 ums Leben kam.
- Walter Bedell Smith (1895–1961), General der US Army, Dwight D. Eisenhowers Stabschef während seiner Amtszeit als Oberbefehlshaber des Supreme Headquarters Allied Expeditionary Force, von 1946 bis 1949 Botschafter der USA in der Sowjetunion und von 1950 bis 1953 Direktor der CIA.
- George E. Spencer (1836–1893), Captain der US Army, nach dem Sezessionskrieg zum Brigadegeneral befördert, US-Senator für Alabama.
- Frank Julian Sprague (1857–1934), Offizier der US Navy und Erfinder. Er gilt in den USA als „Vater der elektrischen Traktion“. Er leistete erhebliche Beiträge zur Entwicklung elektrischer Motoren, elektrischer Bahnen und von Aufzügen.
- Robert Stethem (1961–1985), Petty Officer Second Class der US Navy. Er reiste an Bord des TWA-Flug 847 von Athen in Griechenland nach Rom, Italien, als dieser von Terroristen der Hisbollah entführt wurde.
- Potter Stewart (1915–1985), Gründungsmitglied des America First Committees und von 1958 bis zum Juli 1981 ein beigeordneter Richter des Obersten Gerichtshofs der Vereinigten Staaten von Amerika.

## T

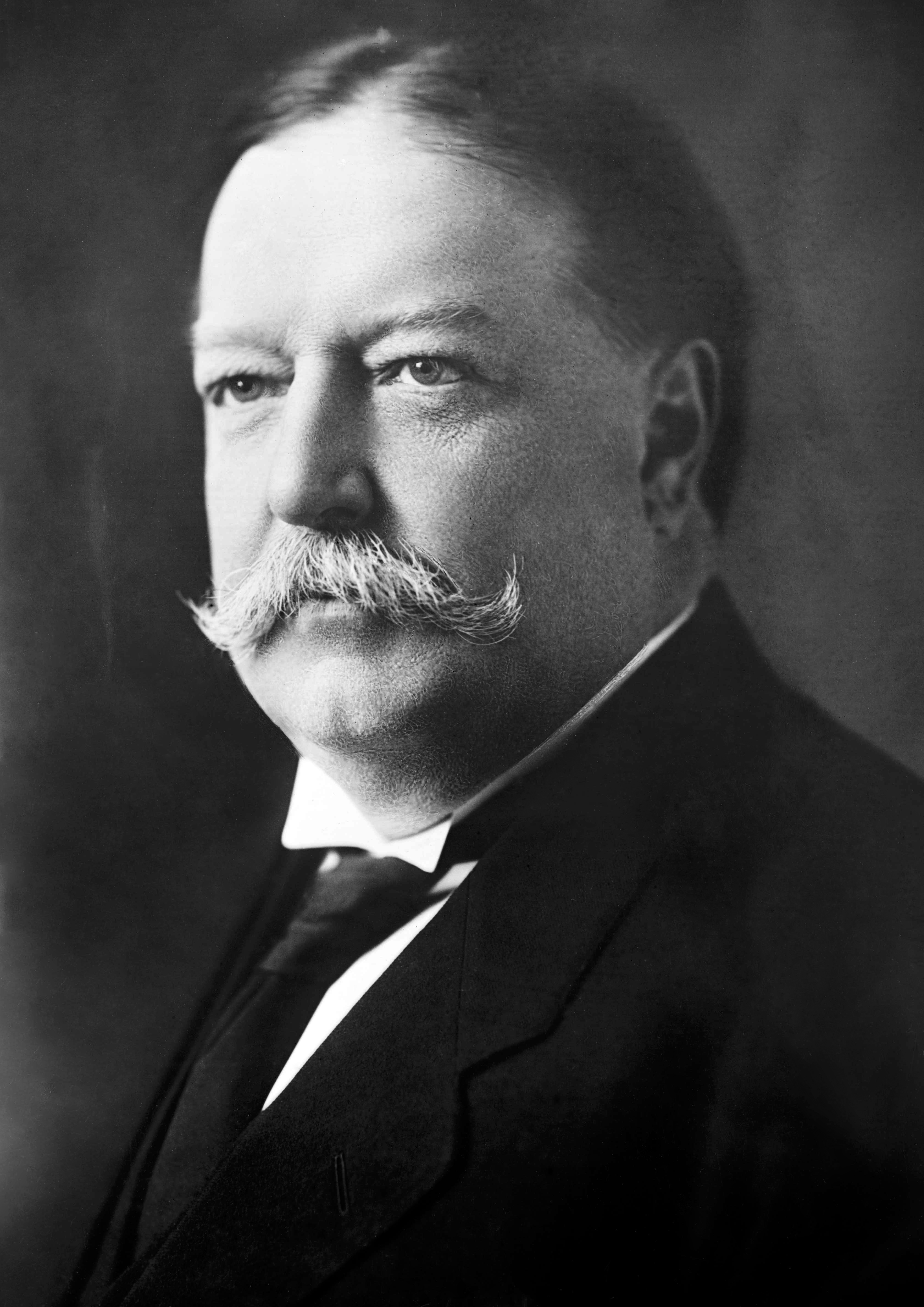
William Howard Taft

- William Howard Taft (1857–1930), republikanischer Politiker, United States Solicitor General (1890–1892), US-Kriegsminister (1904–1908), 27. Präsident der Vereinigten Staaten vom 4. März 1909 bis 3. März 1913 und Chief Justice of the United States (1921–1930).
- Maxwell D. Taylor (1901–1987), General der US Army und Diplomat. Er war Kommandeur der 101. US-Luftlandedivision im Zweiten Weltkrieg, Kommandant der alliierten Truppen in Berlin (1949–1951), Chief of Staff of the Army (1955–1959), Vorsitzender der Joint Chiefs of Staff (1962–1964) und in den Jahren 1964 und 1965 US-Botschafter in Südvietnam.
- Lauri Törni (1919–1965), finnischer Offizier im Winter- und Fortsetzungskrieg. Später Mitglied der Waffen-SS und als Larry Thorne bei den Green Berets im Vietnamkrieg.
- William H. Tunner (1906–1983), General der United States Army Air Forces im Zweiten Weltkrieg und Organisator der Berliner Luftbrücke.

## V
- Cyrus Vance (1917–2002), demokratischer Politiker, von 1962 bis 1964 Heeresstaatssekretär und von 1977 bis 1980 US-Außenminister unter Präsident Jimmy Carter
- Alexander A. Vandegrift (1887–1973), General des US Marine Corps. Während des Pazifikkrieges kommandierte er die 1. US-Marineinfanteriedivision in der Schlacht um Guadalcanal. Von 1944 bis 1947 war er der 18. Commandant of the Marine Corps.
- Hoyt S. Vandenberg (1899–1954), General der US Air Force. Er war während des Zweiten Weltkrieges Luftwaffenbefehlshaber in Europa, 1946/47 Direktor der Central Intelligence Agency und von 1948 bis 1953 Chief of Staff of the Air Force.

## W

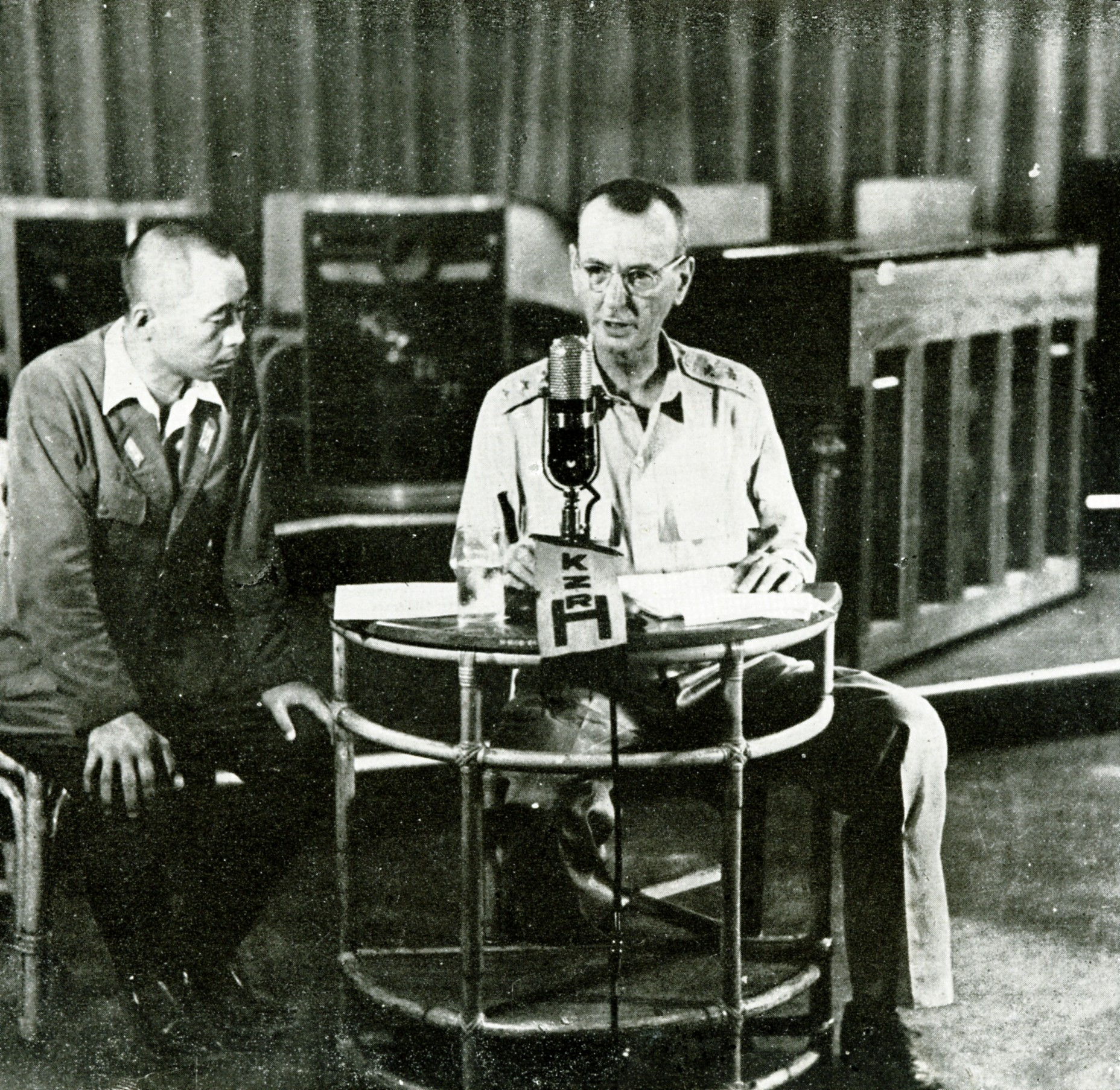
General Jonathan Wainwright (rechts) verkündet die Kapitulation.

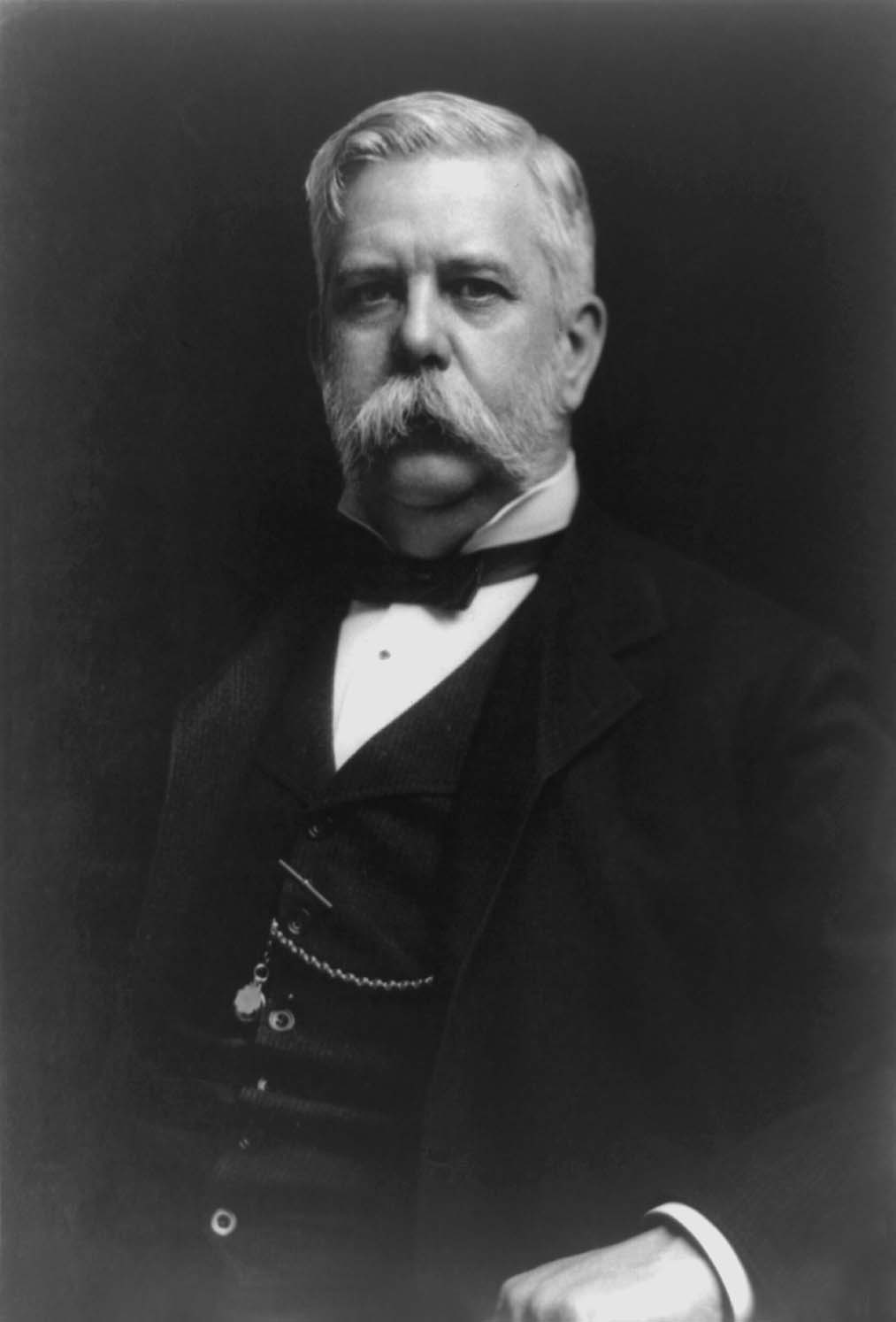
George Westinghouse

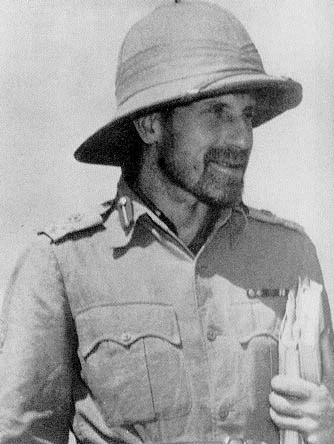
Orde Wingate

- Jonathan M. Wainwright (1883–1953), General der US Army im Pazifikkrieg. Als kommandierender General der US-amerikanisch-philippinischen Truppen auf den Philippinen kapitulierte er am 6. Mai 1942 gegenüber den Japanern. Er nahm am anschließenden Todesmarsch von Bataan teil und verbrachte als ranghöchster US-Offizier den Rest des Krieges in japanischer Kriegsgefangenschaft.
- David M. Walker (1944–2001), Offizier der US Navy und NASA-Astronaut bei vier Space-Shuttle-Missionen.
- Walton Walker (1889–1950), General der US Army, Veteran beider Weltkriege und erster Kommandeur der 8. US-Armee im Koreakrieg.
- Vernon A. Walters
- Earl Warren (1891–1974), republikanischer Politiker und Jurist, Gouverneur von Kalifornien (1943–1953) und Chief Justice of the United States (1953 bis 1969). Bekannt wurde er als Vorsitzender der Warren-Kommission zur Aufklärung des Kennedy-Attentats.
- James Edwin Webb (1906–1992), war von 1961 bis 1968 der zweite Administrator der NASA.
- Herman Welker (1906–1957), republikanischer Senator des Bundesstaates Idaho
- Ovington Weller (1862–1947), republikanischer Senator des Bundesstaates Maryland
- Joseph R. West (1822–1898), Brigadegeneral der Unionsarmee im Sezessionskrieg und republikanischer Senator des Bundesstaates Louisiana
- George Westinghouse (1846–1914), US-amerikanischer Erfinder, Ingenieur und Großindustrieller. Er erhielt 360 Patente, gründete 60 Fabriken (unter anderem die spätere Westinghouse Electric Corporation) und beschäftigte 50.000 Arbeitnehmer. Er war einer der größten Arbeitgeber seiner Zeit.
- Earle Wheeler (1908–1975), General der US Army, 23. Chief of Staff of the Army und der sechste Vorsitzende der Joint Chiefs of Staff.
- John P. Wheeler (1944–2010), US-amerikanischer Militärexperte im Stab mehrerer US-Präsidenten.
- Joseph Wheeler (1836–1906), General der Konföderierten im Bürgerkrieg und Abgeordneter im Repräsentantenhaus für den Staat Alabama, Brigadekommandeur im Spanisch-Amerikanischen und im Philippinisch-Amerikanischen Krieg
- Charles Wilkes (1798–1877), Admiral der US Navy und Polarforscher. Durch ihn wurde im Amerikanischen Bürgerkrieg die so genannte Trent-Affäre ausgelöst.
- Charles Willeford (1919–1988), US-amerikanischer Literaturkritiker und Krimi-Schriftsteller (u. a. Cockfighter, Miami Blues und The Woman Chaser).
- Clifton Williams (1932–1967), Offizier des US Marine Corps, Testpilot und NASA-Astronaut.
- Orde Wingate (1903–1944), britischer Major General während des Zweiten Weltkrieges und Kommandeur der legendären Chindits im Burma-Feldzug und der Special Night Squads während des arabischen Aufstands.
- Leonard Wood (1860–1927), Major General der US Army, von 1910 bis 1914 Chief of Staff of the Army und später Generalgouverneur der Philippinen.